# Paint Rock (Alabama)
Paint Rock – miasto w Stanach Zjednoczonych, w stanie Alabama, w hrabstwie Jackson. W roku 2023 miasto zamieszkiwało 179 osób, a gęstość zaludnienia wynosiła 149,2 osoby/km².